# Bandy i Sverige

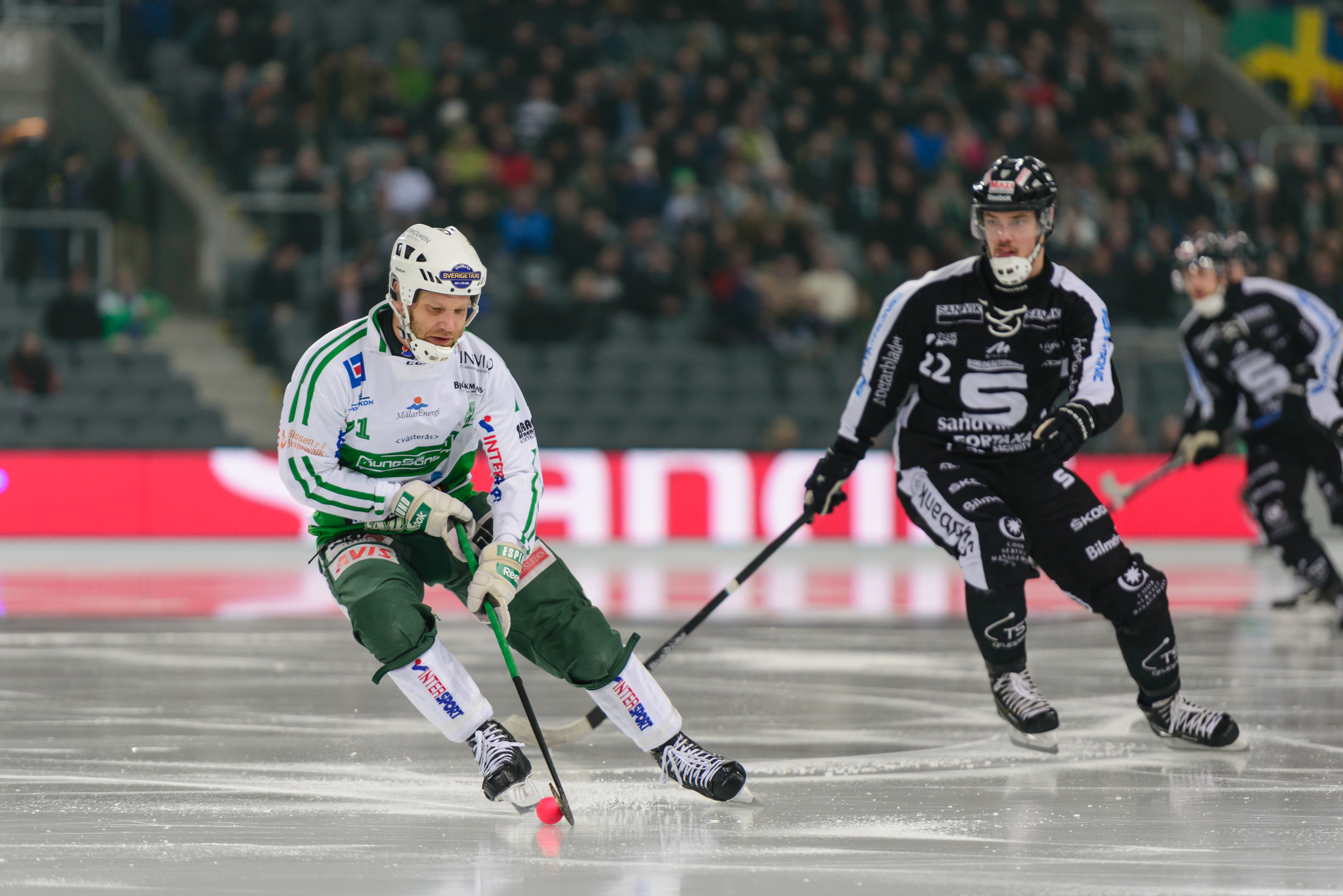
Svenska bandyfinalen mellan Sandvikens AIK och Västerås SK i mars 2015.

Bandy räknas traditionellt i Sverige som en av de fyra större lagsporterna, tillsammans med fotboll, handboll och ishockey, till vilka innebandy och futsal sällat sig sedan slutet av 1900‑talet.

## Historia

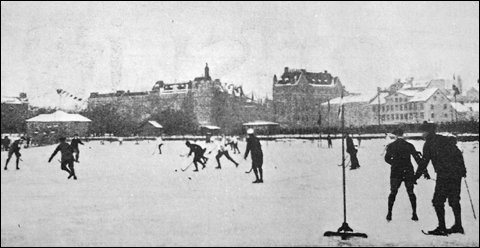
Den första officiella bandymatchen i Sverige spelades på Nybrovikens is den 12 februari 1901.

I samband med skridskotävlingar i Stockholm den 10 februari 1894 demonstrerade britten Charles Goodman Tebbutt bandy i Sverige, och sporten introducerades i Sverige i december 1895. Ett svenskt bandylag bildades inom Stockholms gymnastikförening.
Sporten kallades till en början allmänt för "hockey" innan bandy blev det vedertagna begreppet åren kring 1910. Den 18 januari 1896 bildades "Hockeyklubben i Stockholm", där både damer och herrar kunde väljas in som medlemmar.
Det svenska kungahuset, baroner och diplomater var de första utövarna, och bandyn utövades de tidigaste åren främst av personer från överklassen och akademiker, snart även studenter. Under 1920-talet hade bandyn blivit en medelklasssport och snart kom bandyn in den så kallade bruksortseran och hade då även blivit en arbetarsport. Bandyn vilket fick sitt definitiva genombrott då Slottsbrons IF från Värmland blev svenska mästare 1934. Bandyn kom i Sverige därefter att starkt förknippas med den så kallade landsorten. Byggandet av de första bandyhallarna i Sverige och införandet av Elitserien under 2000-talets första årtionde anses dock av många vara början på att göra bandy till storstadssport.
Den första officiella bandymatchen i Sverige spelades den 12 februari 1901 på Nybrovikens is. Senare samma säsong hölls tävlingar mellan skollag och klubbar, och året därpå började de ledande fotbollslagen i Stockholm utöva bandy om vintrarna. Den organiserade bandyn i Sverige anordnades tidigare av först Svenska Bollspelsförbundet och sedan Svenska Fotbollförbundet, innan Svenska Bandyförbundet bildades den 5 april 1925.
Rocklunda IP fick den 2 december 1956 den första konstfrusna bandybanan i Sverige. 1969 var antalet konstfrusna bandybanor i Sverige uppe i 50 stycken.

### Herrar
1903 deltog åtta lag från Stockholm i världens första seriespel i bandy. 1905 fick Sverige besök av ryska Sankt Petersburger Eislaufverein, som avslutade en framgångsrik turné i Europa med matcher i Sverige och övriga Norden.
Svenska mästerskap började spelas 1907, och spelades fram till 1930 i utslagsform. Fem lag deltog i svenska mästerskapet 1907. I början spelade enbart distriktsmästarna i svenska mästerskapet, vilket ändrades från och med 1909 års turnering. 1928 lämnade de ledande klubbarna i Sverige in en motion som föreslog seriespel även för bandysporten, vilket vid denna tid redan tillämpades i fotboll och ishockey. Ett försök gjordes med en testserie med sex lag spelades 1930, där klubbar som inte deltog i svenska mästerskapet samma år deltog. Då det reguljära seriespelet infördes 1931 blev seriespelets högsta division kvalificerande för svenska mästerskapet. Högsta divisionen blev geografiskt indelad i oftast två, vissa säsonger något fler, serier, ett koncept som tillämpades till och med säsongen 2006–2007.
Under 1980- och 1990-talen började Svenska Bandyförbundet alltmer experimentera med seriespelet i de högre divisionerna, först genom att lag från norrgruppen och södergruppen i högsta divisionen från säsongen 1981/1982 möttes en gång per säsong i serien, och från säsongen 1987/1988 började man dela på lagen i norrgruppen och södergruppen kring jul och nyår för att spela andra halvan av seriespelet efter tabellplacering snarare än orternas geografiska lägen på Sverigekartan.
Efter att Sovjetunionen upplöstes i december 1991 började ett flertal ryska spelare söka sig till Sverige de kommande säsongen, de flesta spelade i högstadivisionen och andradivisionen. Samtidigt hade allt fler spelare från Finland och Norge börjat dyka upp i Sverige. Man började tala om att Sverige hade fått världens bästa högstadivision i bandy, och svenska lag nådde stora framgångar i Europacupen och World Cup. Kring 2004 började trenden att vända, och de bästa spelarna i världen började fara över till Ryssland för att spela där som proffs med miljonlöner. Under åren 2004–2007 flyttade 36 spelare från Sverige till Ryssland. Ryska lag började fira stora triumfer internationellt, och man började räkna Rysslands superliga som världens bästa bandyserie. Vissa anser att utflyttningen från Sverige är negativ, då de menar att det sänkt kvaliteten på seriespelet i Sverige. Andra ser det mer positivt, och menar att unga lovande spelare i Sverige kan få större chans mot tidigare.
Den 22 september 2003 invigdes Edsbyn Arena, och därmed blev Edsbyns IF först i Sverige med bandyhall.
Den 17 mars 2006 beslöt Svenska Bandyförbundet att införa en rak och landsomfattande elitserie från säsongen 2007/2008. Denna säsong vann Sandvikens AIK grundserien, medan Edsbyns IF blev svenska mästare genom finalseger, 11-6, över Sandvikens AIK. Elitserien innehåller sedan denna säsong 14-lag, och Allsvenskan blev samtidigt andradivision och Division 1 blev tredjedivision. Inför säsongen 2009/2010 minskades Allsvenskan från tre 10-lagsserier till två 12-lagsserier medan Division I minskades från sex 10-lagsserier till fyra 10-lagsserier. Division 2 utökades och blev åtta till tio regionala distriktsserier. Alla seriesegrare flyttades upp utan kvalspel, och det kvalspel som bestod spelades i hemma-bortaform. Dessutom möjliggjordes seriespel in i mars månad möjliggöras.
1926 fanns i Sverige 198 föreningar , och därefter ökade antalet. Antal föreningar har dock minskat stadigt sedan 1950-talet. 1950 fanns det 863 registrerade klubbar i Sverige, 1975 fanns det 670 stycken och 2004 var antalet nere på 334. Intresset för bandy har dock återigen ökat i början av 2000-talet. Ungdomsbandyn tenderar att få en utökad bredd. Bandyhallar har börjat byggas. Den första invigdes i Edsbyn i september 2003, och 2007 invigdes även bandyhallar i Västerås (ABB Arena Syd) och Surte (Ale Arena). 2009 invigdes för bandyhallar i Lidköping, Rättvik, Sandviken, Trollhättan, Vänersborg och Örebro, 2011 i Uppsala och Vetlanda, 2012 i Nässjö och 2017 i Söderhamn.

### Damer
Bandyn utövades i Sverige från början av 1900-talet av kvinnor. Damerna höll oftast till på isen vid Nybroviken i Stockholm. Då landisbanor började spolas upp blev det spel på dåvarande Stockholms idrottspark, från 1912 Stockholms stadion. Damerna brukade då spela i kjol, och ofta med en pälshatt på huvudet. Det handlade oftast om interna matcher, inte tävlingsmatcher. Kring 1915 började damer spela bandy på fler orter i Sverige, som Uppsala, Linköping och Västerås.
1908 bildade kronprinsessan Margareta (gift med Gustaf VI Adolf) Kronprinsessans Hockeyklubb. 1913 fanns det sex damlag i Stockholmsregionen. Första och enda gången sporten utövades av kvinnor under Nordiska spelen var 1913, fast damernas deltagande var utom tävlan.
1929 bildade Elsa Sundberg, som tidigare bildat Stockholms Kvinnliga Bandyklubb, en damsektion inom IK Götas bandylag. Under hennes ledning utövades bandy främst av flickor, som utövade friidrott om somrarna och bandy om vintrarna.
Under 1930-talet fanns kvinnliga bandyklubbar på flera håll i Sverige, bland annat i Katrineholm, Linköping, Nässjö, Tranås och Västerås. 1937 fanns i Stockholm tre damlag i bandy, IK Göta, Djurgårdens IF och Stockholms Kvinnliga Bandyklubb. 1937 tog IK Götas Elsa Sundberg och Stockholms Kvinnliga Bandyklubbs Greta Magnusson ett initiativ till att Sverige skulle starta en nationell damserie i bandy. Klubbarna lovade att under första säsongen bekosta resor och liknande utgifter, och Svenska Bandyförbundet lovade att betala i fortsättningen om det gick bra. Spelprogram för premiärsäsongen sattes upp, men längre kom man aldrig.
Under 1940-talet började seriebandy för damer spelas i Stockholm, med match i Vasaparken tidigt på morgonen varje söndag om vintrarna. Från början deltog fyra lag, IK Göta som nu leddes av Ann Elefalk, vidare Djurgårdens IF med Anna Dettner som lagets "allt-i-allo", Artemis från Hjorthagen och GCI (nuvarande GIH). För GCI spelade flickor som studerade i Stockholm. Serien spelades långt in under 1960-talet. Inga nya lag tillkom, men däremot började flickor spela bandy i alltfler skolor under denna tid.
1969 blev Ann Elefalk damkonsulent på Svenska Bandyförbundet, en post hon kom att inneha i 22 år. Hon reste runt i skolorna i Sverige och propagerade för kvinnors bandyspelande.
1971 vann IK Göta den första, inofficiella, svenska mästerskapsfinalen över Katrineholms SK med 3-0. Säsongen 1972/1973 startade Division I i bandy för damer, och svenska mästerskap för damer inleddes 1973. Första mästarna var IK Göta från Stockholm, ett lag som också kom att dominera bandyn för damer i Sverige under större delen av 1970-talet och 1980-talet. Under 1990-talet och början av 2000-talet övertog AIK och Västerstrands AIK denna position, med ett flertal SM-titlar vardera.
Damernas seriespel bestod säsongerna 2002/2003-2007/2008 av en allsvensk serie med två underliggande serier i Division 1, norra och södra.

## Bandykultur
Bandyn räknas som en viktig del av idrottskulturen på många orter i Sverige, där sporten behållit sin popularitet. Även bandyportfölj har blivit ett begrepp. Fram till det tidiga 2000-talets hallbyggen var bandy en sport som fortfarande påverkades av "väder och vind", och så är det än i dag för lag som inte har hall. Många menade att tjusningen i sporten är att det inte är bekvämt att titta på bandy. Sporten har även satt många små bruksorter som Grycksbo och Skutskär på Sverigekartan.
Sverige har många kända bandyprofiler, till exempel Nils "Nicke" Bergström, Jonas Claesson, Torbjörn Ek, Bernt "Bempa" Ericsson, Gösta ”Snoddas” Nordgren, Göran "Dallas" Sedvall, Sven "Sleven" Säfwenberg med flera. Gösta Nordgren, som spelade för Bollnäs GIF, noterades i januari 1952 även för en framgång med sången Flottarkärlek.
World Cup spelas årligen i Sandviken i Sverige i oktober, och är världens största bandyturnering för klubblag. Turneringen startade 1974 och spelades tidigare i Ljusdal.
När ishockeyn introducerades till Sverige i början av 1920-talet, började bandyn alltmer ses som en motpol och viktig del av den svenska sportkulturen. Fastän den hämtats från Storbritannien under 1890-talet började bandyn nu framställas som näst intill ursvensk, och som en gentlemannasport medan ishockeyn av många ansågs vara för våldsam och sensationssökande. Närheten till naturen har också framhävts som ett positivt drag hos utomhusbandyn i Sverige.

## Seriespel

### Bandypremiär

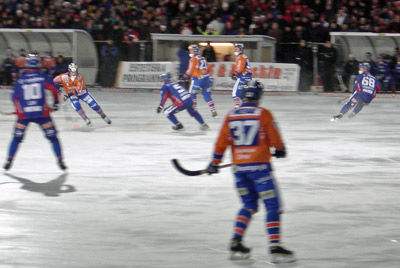
Bollnäs GIF möter Edsbyns IF på Sävstaås IP i Bandyallsvenskan, annandag jul 2004.

Med bandypremiär menar man vanligtvis den första serieomgången. Tidigare spelades premiären vanligtvis på nyårsdagen eller trettondag jul, medan annandag jul var premiärdatum mellan 1957 och 1962. Från säsongen 1963–1964 började man spela premiären före jul. Annandagsbandy har dock blivit ett begrepp, och många matcher drar flera åskådare än vanligt.
En vanlig missuppfattning numera är att "förr i tiden spelades denna omgång alltid på annandag jul". Sanningen är att detta endast skett mellan 1957 och 1962.  Numera spelas premiären ännu tidigare, men Annandagsbandy är fortfarande, liksom svenska bandyfinalen, ett begrepp i sport-Sverige och en tillställning som brukar dra större åskådarskaror än vanligt.
1953 bildades Allsvenska serieföreningen i bandy.

### Svenska bandyfinalen
Svenska mästerskapsfinalen spelas i mars och avgörs i en enda match. Den spelas från och med 2024 i ABB Arena Syd i Västerås. Tidigare återkommande finalplatser har framför allt varit Stockholms stadion och Söderstadion i Stockholm samt Studenternas IP i Uppsala.